# James Wolfensohn
James David Wolfensohn (Sídney, 1 de diciembre de 1933-Nueva York, 25 de noviembre de 2020) fue un abogado, banquero de inversiones y economista australiano-estadounidense que se desempeñó como noveno presidente del Grupo del Banco Mundial (1995-2005). Cuando Wolfensohn asumió el cargo en el Banco Mundial en 1995, se veía a sí mismo como un sucesor espiritual de un exdirector del Banco Mundial, Robert McNamara.
Nació en Sídney, Australia, y se graduó de la Universidad de Sídney y la Escuela de Negocios de Harvard; también fue esgrimista olímpico. Trabajó para varias empresas en Gran Bretaña y Estados Unidos antes de formar su propia firma de inversión. Wolfensohn se convirtió en ciudadano estadounidense en 1980, lo que le exigió que renunciara a su ciudadanía australiana, aunque finalmente la recuperó en 2010. Ocupó dos mandatos como presidente del Banco Mundial en la nominación del presidente de los Estados Unidos, Bill Clinton, y desde entonces ocupó varios puestos en organizaciones benéficas.

## Primeros años
Wolfensohn nació el 1 de diciembre de 1933 en Sídney, Nueva Gales del Sur, Australia. Su padre Hyman (conocido como Bill) nació en Londres de inmigrantes judíos austríacos, mientras que su madre Dora nació en Bélgica de padres polacos. Su padre era un "hombre de negocios muy inteligente pero fallido" que había trabajado anteriormente para la familia de banqueros Rothschild. Los padres de Wolfensohn llegaron a Australia en 1928. Fue nombrado en honor a James Armand de Rothschild, el antiguo empleador de su padre, cuyo cumpleaños compartía.
Wolfensohn creció en un piso de dos habitaciones en Edgecliff. Su padre tuvo problemas económicos y, en su autobiografía, A Global Life, describió cómo la inseguridad monetaria era un hecho de la vida desde su infancia y explicó que siempre estaba buscando un cojín para protegerse de ella. Wolfensohn asistió a la escuela pública de Woollahra y luego a la escuela secundaria Sydney Boys. Ingresó en la Universidad de Sídney a la edad de 16 años, donde se graduó como Licenciado en Artes (BA) y Licenciado en Derecho (LLB). En 1959 obtuvo una Maestría en Administración de Empresas (MBA) de la Escuela de negocios Harvard. En sus memorias de 2010, revela que reprobó varias clases universitarias, incluido inglés, y fue un "desarrollador tardío".
Wolfensohn fue miembro del equipo de esgrima australiano en los Juegos Olímpicos de verano de 1956 en Melbourne y oficial de la Real Fuerza Aérea Australiana.

## Carrera
Antes de asistir a Harvard, Wolfensohn fue abogado en el bufete de abogados australiano "Allen, Allen & Hemsley" en Sídney (ahora Allens Arthur Robinson). Al graduarse de la Escuela de Negocios de Harvard, Wolfensohn trabajó brevemente para el gigante suizo del cemento Holderbank (ahora Holcim).
Regresó a Australia, donde trabajó para varias instituciones bancarias, incluida Darling & Co. A fines de la década de 1960, se convirtió en director del principal accionista de Darling, J. Henry Schroder & Co, una banca de inversión con sede en Londres. Fue un alto ejecutivo en la oficina de Londres antes de convertirse en director gerente de la oficina del banco en la ciudad de Nueva York entre 1970 y 1976. Más tarde se convirtió en ejecutivo senior de Salomon Brothers. En 1979, junto con el entonces director ejecutivo de Chrysler Corporation, Lee Iacocca y el entonces presidente de la reserva federal de Nueva York, Paul Volcker, quien más tarde se convirtió en presidente de la Junta de Gobernadores del Sistema de la Reserva Federal, Wolfensohn ayudó a orquestar el rescate de Chrysler del al borde de la quiebra.
En 1980, se convirtió en ciudadano naturalizado de los Estados Unidos, luego de que se rumoreara que era candidato para suceder a Robert McNamara como presidente del Banco Mundial. Después de que no tuvo éxito en esta búsqueda, estableció su propia firma de inversión, James D. Wolfensohn, Inc., junto con socios como Paul Volcker. Al aceptar su nominación para servir como presidente del Banco Mundial en 1995, Wolfensohn se deshizo de su participación en la propiedad de James D. Wolfensohn, Inc. Posteriormente, Bankers Trust compró la empresa.
En 2005, tras dejar el cargo de presidente del Banco Mundial, fundó Wolfensohn & Company, LLC, una firma privada que invierte y brinda asesoría estratégica a gobiernos y grandes corporaciones que hacen negocios en economías de mercados emergentes.
Desde 2006, Wolfensohn también ha sido el presidente del Consejo Asesor Internacional de Citigroup. En 2009, se convirtió en miembro del Consejo Asesor Internacional del fondo soberano chino China Investment Corporation.

## Presidente del Banco Mundial

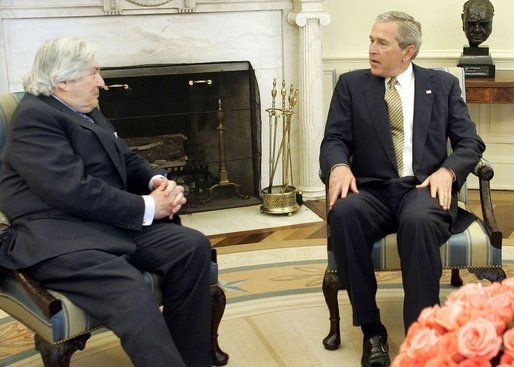
Wolfensohn (izquierda) con el presidente estadounidense George W. Bush en la Oficina Oval, 2005.

Wolfensohn se convirtió en presidente del Banco Mundial el 1 de julio de 1995, después de que el presidente estadounidense Bill Clinton lo nominara. Fue apoyado unánimemente por la junta directiva del banco para un segundo mandato de cinco años en 2000, convirtiéndose en la tercera persona en ocupar dos mandatos en el puesto después de Eugene R. Black y Robert McNamara. Visitó más de 120 países de todo el mundo durante su mandato como presidente. "China nunca pidió prestados menos de $ 3 mil millones al año durante mi mandato. Fueron el cliente más significativo”. Se le atribuye, entre otras cosas, ser el primer presidente del Banco Mundial en llamar la atención sobre el problema de la corrupción en el área del financiamiento del desarrollo.
El 4 de septiembre de 2004, Wolfensohn llamó la atención sobre el África contemporánea cuando recibió al galardonado artista visual Ibiyinka Alao durante la muestra "Visiones y viñetas" presentada por el Programa de Arte del Banco Mundial.
El 3 de enero de 2005, Wolfensohn anunció que no buscaría un tercer mandato como presidente. Durante su mandato, el Alfalfa Club lo nombró como su candidato a presidente de los Estados Unidos en 2000 como parte de una larga tradición, a pesar de ser constitucionalmente inelegible debido a la cláusula de ciudadano nato en el Artículo II de la Constitución de los Estados Unidos. Se desempeñó como asesor del Grassroots Business Fund.

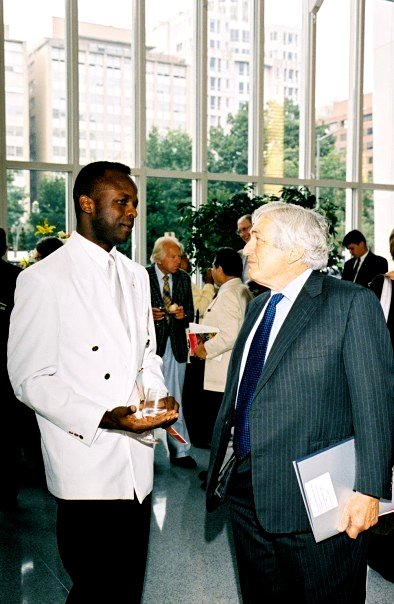
La artista nigeriana Ibiyinka Alao y James D. Wolfensohn en Washington D. C..

## Desempeño en Oriente Medio
En abril de 2005, Wolfensohn fue nombrado enviado especial para la retirada de Gaza por el Cuarteto de Madrid, un grupo de grandes potencias y las Naciones Unidas que promueven el proceso de paz israelo-palestino. Renunció después de 11 meses como enviado especial cuando entendió que el gobierno de Estados Unidos estaba socavando sus esfuerzos y despidiendo a su personal.
Según James Wolfensohn, la mayor culpa del fracaso de su misión en Oriente Medio recae en él. "Siento que, en todo caso, fui estúpido por no leer la letra pequeña", admitió. "Nunca me dieron el mandato de negociar la paz".

## Actividades cívicas y benéficas
En 2006, Wolfensohn fundó el Centro Wolfensohn para el Desarrollo en la Institución Brookings, un grupo de expertos con sede en Washington D. C.. El centro examinó cómo implementar, ampliar y mantener las intervenciones de desarrollo para resolver los desafíos clave del desarrollo a nivel nacional, regional y global y se esfuerza por cerrar la brecha entre los teóricos del desarrollo y los profesionales. Sus proyectos se centraron en la exclusión de los jóvenes en Oriente Medio, programas de lucha contra la pobreza a gran escala, reformas de la gobernanza económica mundial y cooperación regional, especialmente en Asia central. El Centro concluyó su trabajo después de cinco años.
Wolfensohn fue fideicomisario honorario de la Institución Brookings y fue fideicomisario de la Fundación Rockefeller. Fue fideicomisario y expresidente de la junta directiva del Institute for Advanced Study en Princeton. Fue presidente emérito del Carnegie Hall en Nueva York y del Centro John F. Kennedy para las Artes Escénicas en Washington D. C., y miembro del Consejo de Relaciones Exteriores. Formó parte de la junta directiva de varias fundaciones caritativas, incluida la Wolfensohn Family Foundation. En julio de 2008, Wolfensohn fue seleccionado como uno de los becarios inaugurales del Instituto Australiano de Asuntos Internacionales.
Entre 1985 y 2015 Wolfensohn ha asistido a 27 conferencias del Grupo Bilderberg, lo que lo convierte en uno de los participantes más frecuentes en este período de tiempo. También asistió a reuniones del Instituto Aspen y el Foro Económico Mundial. Fue miembro del Comité Directivo del Grupo Bilderberg. En 2004, Wolfensohn fue el orador de graduación en la Universidad de Brandeis. Wolfensohn formó parte de la junta directiva de Endeavour (organización sin fines de lucro). Fue miembro de la Junta Honoraria del Comité Paralímpico Internacional.

## Vida personal
Wolfensohn estaba casado con Elaine Botwinick en 1961 (quien murió el 19 de agosto de 2020) y tenía tres hijos y siete nietos. En octubre de 2010, recuperó su ciudadanía australiana.
Wolfensohn, fue amigo de Jacqueline du Pré, comenzó sus estudios de violonchelo con ella a los 41 años cuando ella se ofreció a enseñarle con la condición de que actuara en su 50 cumpleaños en el Carnegie Hall de Nueva York, lo cual hizo. Repitió el ejercicio en su cumpleaños 60 y 70 con Yo-Yo Ma y Bono. Continuó tocando y ha aparecido, junto con amigos músicos, en eventos privados en el Carnegie Hall y en otros lugares. Falleció el 25 de noviembre de 2020 en Manhattan por complicaciones de una neumonía.
A efectos fiscales, Wolfensohn era residente de Jackson Hole, Wyoming. Según el libro "Billionaire Wilderness", Wyoming es un paraíso fiscal para los ultra ricos.

## Honores

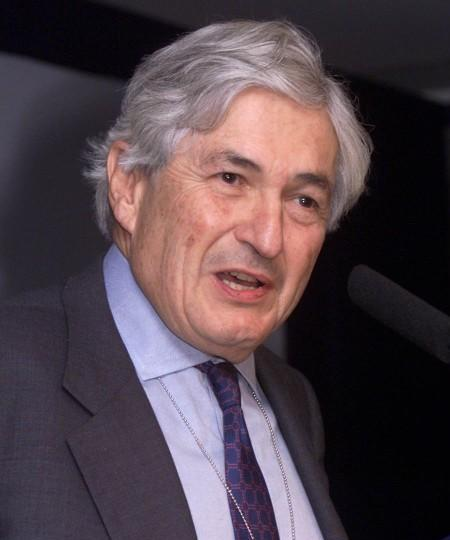
Wolfensohn en 2000

Wolfensohn recibió numerosos premios a lo largo de su vida, incluido el de convertirse en oficial honorario de la Orden de Australia en 1987, el Premio Golden Plate de la Academia Americana de Logros en 1993, y el título de caballero honorario de la Orden de los Británicos en 1995 por su servicio a las artes. La Universidad de Nueva Gales del Sur le otorgó un título honorario de Doctor en Ciencias en 2006 y recibió el Premio a la Excelencia del Centro Internacional de Nueva York.
En 2006, Wolfensohn recibió la Medalla Leo Baeck por su labor humanitaria en la promoción de la tolerancia y la justicia social. En 2011, Wolfensohn recibió el premio Golden Biatec, el premio más alto otorgado por el Foro Económico Informal - Club Económico de Eslovaquia, por su contribución a abordar las prioridades globales.
Fue miembro de la Academia Estadounidense de Artes y Ciencias y de la Sociedad Filosófica Estadounidense.
En los Juegos Olímpicos de Verano de 2016, Wolfensohn fue incluido en el proyecto Olympians for Life.

## Otras lecturas
- James D. Wolfensohn: "Desarrollo social", en: Frank-Jürgen Richter, Pamela Mar: La nueva crisis de Asia, John Wiley 2004;ISBN 0-470-82129-9.
- Sebastian Mallaby (2004) El banquero del mundo. Biografía crítica del ex escritor de The Economist y colaborador del Washington Post, énfasis en el Banco Mundial;ISBN 1-59420-023-8.
- James D. Wolfensohn y Andrew Kircher (2005) La voz de los pobres del mundo: Discursos y escritos seleccionados del presidente del Banco Mundial, James D. Wolfensohn, 1995–2005 ;ISBN 978-0-8213-6156-6. Colección de discursos, artículos, memorandos y editoriales.
- James D. Wolfensohn (2010). Una vida global: mi viaje entre ricos y pobres, de Wall Street al Banco Mundial, pág. 96. Pan MacMillan;ISBN 978-1-58648-255-8.

### Biografías
- Biografía del Banco Mundial
- Biografía de Citigroup
- James D. Wolfensohn - Diez años como presidente del Grupo del Banco Mundial
- ¿Quién es James Wolfensohn?
- Biografía de Endeavour

### Documentos
- Centros de Prensa Extranjera Irak: Alivio de la deuda del Club de París. Informe CRS para el Congreso. Actualizado el 19 de enero de 2005

- Datos: Q504387
- Multimedia: James Wolfensohn / Q504387